# قو بيبي
قو بيبي (بالصينية: 顾贝贝) (من مواليد 1980) هي لاعبة سباحة متزامنة من الصين.
شاركت في دورة الألعاب الآسيوية 2006 في الدوحة بقطر.

## روابط خارجية
- قو بيبي على موقع الاتحاد الدولي للسباحة (الإنجليزية)
- قو بيبي على موقع اللجنة الأولمبية الدولية (الإنجليزية)
- قو بيبي على موقع أوليمبيديا (الإنجليزية)
- قو بيبي على موقع اللجنة الأولمبية الصينية (الإنجليزية)